# Agrostis pallens
Agrostis pallens är en gräsart som beskrevs av Carl Bernhard von Trinius. Agrostis pallens ingår i släktet ven, och familjen gräs. Inga underarter finns listade i Catalogue of Life.